# نينورا
نينورا ( dNin-ur 4 (-ra)؛ مكتوبة أيضًا بالحروف اللاتينية باسم Ninurra) كانت إلهة بلاد ما بين النهرين مرتبطة بولاية أوما. وكان الإله شرا، الذي كان يعبد في نفس المنطقة، يعتبر زوجها. وقد تم ذكرها فقط في المصادر التي تعود إلى الألفية الثالثة قبل الميلاد. بدأت عبادتها في التراجع في فترة أور الثالثة، ولم تعد تظهر في النصوص البابلية القديمة. استبدلتها آلهة أخرى في كل من دوريها الرئيسيين، حيث أصبحت إنانا من زبالام إلهة أوما، وتولى أوساكارا أو كومولمول مكانها كزوجة لشارا.

## شخصية
معنى اسم نينورا غير معروف، على الرغم من أنه من المتفق عليه أن أيا من الكتابتين الموثقتين، الأقدم د نين-ور 4 ( 𒀭𒊩𒌆𒌴> ) والأحدث d nin-ur 4 -ra ( 𒀭𒊩𒌆𒌴𒊏 )، يدعم الرأي القائل بأنه كان بناءً مؤقتًا. يقترح مانفريد كريبرنيك ويان ليزمان أنه في ضوء كون إنتاج الصوف صناعة رئيسية في أوما، حيث كان يُعبد نينورا، فإن علامة أور 4 تشير إلى نتف الأغنام في هذا السياق.
أفضل لقب موثق لنينورا هو "أم الأمة "، ama-tu-da Ĝišša ki. من المفترض أن الاسم الجغرافي Ĝišša هو اسم بديل لـ Umma. ومع ذلك، كانت في الأصل مستوطنة منفصلة تتوافق مع أم العقارب الحديثة، والتي تم التخلي عنها بحلول نهاية فترة الأسرات المبكرة. ومن المفترض أن السكان انتقلوا إلى أوما القريبة (HI×DIŠ أو UB.ME ki، تل جوخة الحديث)، وهو ما قد يفسر سبب وجود ĜEŠ. KUŠU 2 ki، والتي كانت تُقرأ في الأصل باسم Ĝišša، أصبحت تُستخدم كتسمية لأمة.
كان الإله شارا يعتبر زوج نينورا، وكثيرًا ما يتم ذكرهما (أو معابدهما ) جنبًا إلى جنب. في ترانيم زامي، تسبقه. وقد وُضعت أيضًا أمامه في قوائم العروض المبكرة، وقد قيل إنها ربما كانت الإلهة الوصية الأصلية لأومة، ولم يتم استبدالها إلا بشرى في هذا الدور في وقت لاحق. ويشير هارتموت واتزولدت إلى أنه على الرغم من أن هذه النظرية معقولة، إلا أنه في العصور التاريخية كان لدى نينورا عدد أقل من المعابد في المنطقة المحيطة بالمدينة مقارنة بشرا.
وقد ورد ذكر وجود شعار ( شونير ) لنينورا في نصوص أوما. وفقًا لجوليا م. آشر-جريف، من المرجح أن تكون الأختام من هذه المدينة التي تصور إلهة برفقة أسد تمثلها، حيث كان الحيوان على ما يبدو شعار المدينة ويظهر جنبًا إلى جنب مع نقوش أعضاء الطبقات العليا من المجتمع المحلي ورمزًا لشارا. ومن الممكن أيضًا أنه على غرار أزواج عدد من آلهة المدينة الأخرى، على سبيل المثال زوجة نانا نينجال، يمكن تصويرها برفقة طيور يُفترض أنها بجعة أو أوزة، والتي ربما كانت بمثابة رمز للحب بين الأزواج الإلهيين ولصفاتهم الوقائية.
باستثناء ترانيم زامي، هناك نص أدبي واحد فقط يصف نينورا. UD مبكر. جال. راهبة ويصفها مصدر من أبو صلابيخ بأنها "جعلت السماء تهتز" و"ضربت الأرض" لضمان خضوع مدينة الجمهورية الإسلامية الإيرانية (قراءة غير مؤكدة) لـEN. MES، من المفترض أنه بطل بشري.

## يعبد
تم ذكر نينورا فقط في المصادر التي تعود إلى الألفية الثالثة قبل الميلاد. تأتي أقدم الشهادات من عهد أسرة أبو صلابيخ المبكرة، وتشمل ترانيم زامي، وقائمة الآلهة، ونصًا أدبيًا. وكانت مرتبطة بالأمة والأراضي المحيطة بها. أشار أحد حكامها، جيشاكيدو، إلى نفسه باعتباره " كاهنًا مرتبطًا بجانب نينورا". كان معبدها الواقع في هذه المدينة يحمل الاسم الاحتفالي "إيولا"، والذي ربما يعني "بيت النوم". يظهر الاسم في نقش لناماكاني، وهو حاكم محلي معاصر لفترة حكم غوتيان في بلاد ما بين النهرين، الذي أعاد بناءها. لا يوجد ذكر لمنصب "مسؤول المعبد" إلا بين رجال الدين في نينورا وشارا في نصوص من أمة. كما تم إثبات وجود كاهن غودو 4 في خدمتها.  علاوة على ذلك، كانت لديها كاهنة " إيجي-زي"، مرتبطة بمستوطنة جيشابا. في المصادر المبكرة، كانت الأسماء الإلهية التي تستدعي نينورا شائعة في ولاية أوما بسبب مكانتها كإلهة محلية، على نحو مماثل لكيفية ظهور نانشي وباو بشكل شائع في الأسماء من ولاية لكش. ومن الأمثلة على ذلك كو نينورا، ولو نينورا، ولوجال نينورا، ونينورا أمامو، ونينورا دا، ونينورا كام. ومع ذلك، لا يُعرف سوى ختم واحد يحمل صيغة "خادم نينورا".
كانت أهمية نينورا في فترة أور الثالثة ثانوية نسبيًا، ولا يُعرف سوى عدد قليل من الإشارات إلى العروض المقدمة لها. وتقلص نطاق عبادتها، فلم تعد تعبد إلا في أوما وما حولها، في مستوطنات مثل أكا. SAL ki و Anneĝar و DU 6 -na و KI. ن.أ. كي. ومع ذلك، تشير الوثائق الإدارية إلى أن معبدها كان يعتبر ثاني أعلى بيت للعبادة في أمة نفسها. تم ذكر تحضير الطوب لبناء معابد نينورا وشارا على لوح من مجموعة ييل البابلية يُفترض أنه يعود أصله إلى أوما، وقد يكون مرتبطًا بمشاريع البناء التي قام بها شو سين في المنطقة، على الرغم من أن النسخة المعروفة وفقًا لدوجلاس فراين من المرجح أن تكون مجرد تمرين مدرسي. ومن الممكن أيضًا أن يتم التعرف على الإلهة المرسومة على ختم نينخيليا، زوجة أكالا، حاكم أوما في عهد نفس الملك، على أنها نينورا.
لا توجد أي شهادات معروفة عن نينورا بعد فترة أور الثالثة. في العصر البابلي القديم، بدا أن إنانا زبالام هي الإلهة الوصية على أوما. في المصادر اللاحقة، لم يعد نينورا يظهر كزوجة لشارا أيضًا، بل كان برفقته أوساكارا أو كومولمول، وكلاهما موثق في آن واحد في السلف البابلي القديم لقائمة الآلهة اللاحقة أن = أنوم .

### فهرس
- Asher-Greve، Julia M.؛ Westenholz، Joan G. (2013). Goddesses in Context: On Divine Powers, Roles, Relationships and Gender in Mesopotamian Textual and Visual Sources (PDF). Academic Press Fribourg. ISBN:978-3-7278-1738-0.
- Cavigneaux, Antoine; Krebernik, Manfred (1998), "Nin-ura",  (بالألمانية) {{استشهاد}}: الوسيط |title= غير موجود أو فارغ (help) and الوسيط |تاريخ الوصول بحاجة لـ |مسار= (help)
- Frayne، Douglas (1997). Ur III Period (2112-2004 BC). RIM. The Royal Inscriptions of Mesopotamia. University of Toronto Press. DOI:10.3138/9781442657069. ISBN:978-1-4426-5706-9.
- George، Andrew R. (1993). House most high: the temples of ancient Mesopotamia. Winona Lake: Eisenbrauns. ISBN:0-931464-80-3. OCLC:27813103.
- Huber Vulliet, Fabienne (2011), "Šara",  (بالفرنسية) {{استشهاد}}: الوسيط |title= غير موجود أو فارغ (help) and الوسيط |تاريخ الوصول بحاجة لـ |مسار= (help)
- Krebernik، Manfred؛ Lisman، Jan J. W. (2020). The Sumerian Zame Hymns from Tell Abū Ṣalābīḫ. ISBN:978-3-96327-034-5.
- Sibbing-Plantholt، Irene (2022). The Image of Mesopotamian Divine Healers. Healing Goddesses and the Legitimization of Professional Asûs in the Mesopotamian Medical Marketplace. Boston: Brill. ISBN:978-90-04-51241-2. OCLC:1312171937.
- Steinkeller، Piotr (2005). "The Priestess Égi-zi and Related Matters". في Sefati، Yitzhak (المحرر). An experienced scribe who neglects nothing: ancient Near Eastern studies in honor of Jacob Klein. Bethesda, MD: CDL Press. ISBN:1-883053-83-8. OCLC:56414097.
- Waetzoldt, Hartmut (2014), "Umma A. Philologisch",  (بالألمانية) {{استشهاد}}: الوسيط |title= غير موجود أو فارغ (help) and الوسيط |تاريخ الوصول بحاجة لـ |مسار= (help)
- Zand، Kamran Vincent (2023). "Mesopotamia and the East: The Perspective from the Literary Texts from Fāra and Tell Abū Ṣalābīḫ". Susa and Elam II. Brill. DOI:10.1163/9789004541436_005. ISBN:978-90-04-54143-6.